# Postdistrikt
 Der er for få eller ingen kildehenvisninger i denne artikel, hvilket er et problem. Du kan hjælpe ved at angive troværdige kilder til de påstande, som fremføres i artiklen.

Et postdistrikt er et geografisk område, der i postal sammenhæng hører sammen, typisk ved at det betjen(t)es fra samme postkontor.
I Danmark har der historisk set været en entydig sammenhæng mellem postdistrikter og postnumre, idet de fleste postdistrikter havde ét postnummer, mens en række større postdistrikter havde flere postnumre. I København har København K, København V og Frederiksberg C således ét postnummer pr. gade, foruden særlige postnumre til postbokse og store postmodtagere.
I dag er en række postdistrikter langt sammen, og der er ikke længere en entydig sammenhæng mellem postnummer og postdistrikt.

## Eksternt link
- en diskussion om emnet Arkiveret 27. september 2007 hos  Wayback Machine i dk.kultur.sprog